# Bellinsgauzen (Mondkrater)
Bellinsgauzen (Bellingshausen) ist ein Einschlagkrater auf der Mondrückseite.
Der Krater  Bellinsgauzen liegt im Süden der erdabgewandten Seite, zwischen Lemaître im Osten und Cabannes im Westen. Am Südrand grenzt der Krater Berlage, in nördlicher Richtung trifft man auf Bhabha.
Das Kraterinnere ist mit Ausnahme eines größeren Einschlags im Südosten relativ strukturlos, ein Zentralberg scheint zu fehlen. Der Höhenunterschied zwischen Kraterwall und Kraterboden liegt bei 3,63 km.
Der Krater wurde 1970 von der IAU offiziell nach dem deutschbaltischen Seefahrer Fabian Gottlieb von Bellingshausen benannt. Die deutsche Schreibweise Bellingshausen wird ebenfalls von der IAU verwendet.